# Кокжелек
Кокжелек (каз. Қокжелек, до 2011 г. — Кызылту) — село в Мойынкумском районе Жамбылской области Казахстана. Административный центр Кызылталского сельского округа. Код КАТО — 315639100.

## Население
В 1999 году население села составляло 1075 человек (568 мужчин и 507 женщин). По данным переписи 2009 года, в селе проживало 876 человек (453 мужчины и 423 женщины).